# Station Ogimachi
Station Ōgimachi (扇町駅, Ōgimachi-eki) is een metrostation in de wijk Kita-ku in de Japanse stad Osaka. Het wordt aangedaan door de Sakaisuji-lijn. Het station bevindt zich ten zuidwesten van het station Temma, welke wordt aangedaan door de Osaka-ringlijn.

## Treindienst

### Sakaisuji-lijn(stationsnummer K12)
| 1 | ■Sakaisuji-lijn | richting Nippombashi, Dobutsuen-mae en Tengachaya |
| 2 | ■Sakaisuji-lijn | richting Tenjimbashisuji Rokuchōme en Kita-Senri  |

## Geschiedenis
Het station werd geopend in december 1969.

## Overig openbaar vervoer
Bussen 37, 78 en 83

## Stationsomgeving
- Station Temma aan de Osaka-ringlijn
- Ogimachi-park
- Kitano-ziekenhuis
- Stadsdeelkantoor van Kita-ku
- Tenjimbashisuji winkelpromenade
- Kids Plaza Osaka
- MOS Burger
- Super Tamade (supermarkt)

Tenjimbashisuji Rokuchōme · Ōgimachi · Minami-Morimachi · Kitahama · Sakaisuji-Hommachi · Nagahoribashi ·  Nippombashi · Ebisuchō · Dōbutsuen-mae · Tengachaya